# Magnolia (Arkansas)
Magnolia es una ciudad ubicada en el condado de Columbia en el estado estadounidense de Arkansas. En el Censo de 2010 tenía una población de 11577 habitantes y una densidad poblacional de 337 personas por km².

## Geografía
Magnolia se encuentra ubicada en las coordenadas 33°16′36″N 93°13′35″O / 33.27667, -93.22639. Según la Oficina del Censo de los Estados Unidos, Magnolia tiene una superficie total de 34.35 km², de la cual 34.28 km² corresponden a tierra firme y (0.21%) 0.07 km² es agua.

## Demografía
Según el censo de 2010, había 11577 personas residiendo en Magnolia. La densidad de población era de 337 hab./km². De los 11577 habitantes, Magnolia estaba compuesto por el 53.94% blancos, el 41.91% eran afroamericanos, el 0.37% eran amerindios, el 1.24% eran asiáticos, el 0.03% eran isleños del Pacífico, el 1.18% eran de otras razas y el 1.31% pertenecían a dos o más razas. Del total de la población el 2.21% eran hispanos o latinos de cualquier raza.